# Suisse aux Jeux olympiques d'hiver de 1998
Cet article contient des informations sur la participation et les résultats de la Suisse aux Jeux olympiques d'hiver de 1998 à Nagano au Japon. La Suisse était représentée par 69 athlètes. Ils ont remporté sept médailles : deux d'or, deux d'argent et trois de bronze, ce qui place la Suisse au 12e rang du tableau des médailles.

## Médailles
| Médaille                            | Nom                                                                          | Sport           | Compétition         |
| ----------------------------------- | ---------------------------------------------------------------------------- | --------------- | ------------------- |
| Médaille d'or, Jeux olympiques      | Dominic Andres Patrick Hürlimann Patrik Lörtscher Daniel Müller Diego Perren | Curling         | Hommes              |
| Médaille d'or, Jeux olympiques      | Gian Simmen                                                                  | Snowboard       | Halfpipe hommes     |
| Médaille d'argent, Jeux olympiques  | Markus Nüssli Marcel Rohner Beat Seitz Markus Wasser                         | Bobsleigh       | Bob à quatre hommes |
| Médaille d'argent, Jeux olympiques  | Didier Cuche                                                                 | Ski alpin       | Super-G hommes      |
| Médaille de bronze, Jeux olympiques | Colette Brand                                                                | Ski acrobatique | Saut femmes         |
| Médaille de bronze, Jeux olympiques | Michael von Grünigen                                                         | Ski alpin       | Slalom géant hommes |
| Médaille de bronze, Jeux olympiques | Ueli Kestenholz                                                              | Snowboard       | Slalom géant hommes |